# Hadiyanto
Hadiyanto (* 31. März 1955 in Pekalongan) ist ein ehemaliger indonesischer Weltklasse-Badmintonspieler (nicht zu verwechseln mit dem späteren indonesischen Top-Spieler Luluk Hadiyanto).

## Sportliche Karriere
Hadiyanto sorgte bei der Weltmeisterschaft 1980 für die große Überraschung, als er mit Prakash Padukone einen der großen Turnierfavoriten im Viertelfinale ausschaltete. Dass mit ihm zu rechnen war, deutete er jedoch schon 1977 und 1978 bei nationalen Veranstaltungen an, als er die gesamte indonesische Elite im Herreneinzel bezwang. Im letztgenannten Jahr sorgten Hadiyanto nebst Landsmann Juniato Suhandinata für Aufregung, als beide von den All England von ihrem Verband zurückgezogen wurden, weil sie auf Spieler aus Südafrika treffen sollten. Südafrika wurde zu diesem Zeitpunkt noch von vielen Ländern wegen dessen Apartheid-Politik boykottiert. 1984 war er noch einmal maßgeblich am Gewinn des Thomas Cups beteiligt, wurde jedoch nur in den Vorrunden eingesetzt. Im Finale gegen China musste er zwangsweise pausieren, da der indonesische Trainer Hastomo Arbi den Vorzug gab. Arbi rechtfertigte das in ihn gesetzte Vertrauen und besiegte den WM-Dritten von 1983 und späteren Weltmeister Han Jian.

## Erfolge
| Veranstaltung                         | Saison | Disziplin    | Platz | Name |
| ------------------------------------- | ------ | ------------ | ----- | --- |
| Pekan Olahraga Nasional (PON IX)      | 1977   | Mannschaft   | 1     | Hadiyanto, Liem Swie King, Kartono                                                                                       |
| Pekan Olahraga Nasional (PON IX)      | 1977   | Herreneinzel | 1     | Hadiyanto |
| Badminton-Weltmeisterschaft 1977      | 1977   | Herreneinzel | 5     | Hadiyanto |
| Indonesische Meisterschaft            | 1978   | Herreneinzel | 1     | Hadiyanto |
| Selangor Golden Jubilee International | 1978   | Herreneinzel | 1     | Hadiyanto |
| Penang Open                           | 1979   | Herreneinzel | 1     | Hadiyanto |
| Badminton-Weltmeisterschaft 1980      | 1980   | Herreneinzel | 3     | Hadiyanto |
| 1. Badminton World Cup                | 1981   | Herreneinzel | 4     | Hadiyanto |
| Denmark Open                          | 1981   | Herreneinzel | 3     | Hadiyanto |
| Thomas Cup                            | 1984   | Mannschaft   | 1     | Icuk Sugiarto, Eddy Kurniawan, Hadiyanto, Hastomo Arbi, Christian Hadinata, Hadibowo, Liem Swie King, Hariamanto Kartono |